# Campeonato Chileno de Futebol de 2016 Apertura
O Campeonato Chileno de Futebol de 2016 Apertura (oficialmente Campeonato Nacional «Scotiabank» de Primera División de la Asociación Nacional de Fútbol Profesional de Chile 2016) foi a 99ª edição do campeonato do futebol do Chile. Em turno único os 16 clubes jogam todos contra todos, mas somente em jogos de Ida (a Volta é no Clausura). O campeão do Apertura é classificado para a Copa Libertadores da América de 2017. Os outros dois classificados são o campeão do clausuraa (como estão no calendário "europeu" a Apertura é no segundo semestre do ano, sendo que a Clausura é no primeiro semestre do ano seguinte),o vencedor da Copa Chile 2016 e o ganhador do "Duelo de Subcampeones" (terceiro e quarto lugar do campeonato). Para a Copa Sul-Americana de 2017 eram classificados o vice campeão da Copa Chile 2016, o perdedor do "Duelo de Subcampeones" além dos dois melhores da tabela que não foram para a Libertadores. Os dois últimos colocados da tabela anual (incluindo a pontuação do clausura) são rebaixados diretamente para a Campeonato Chileno de Futebol - Segunda Divisão.

## Participantes
| Equipe                                        | Cidade                                                   | Região                           | No ano anterior                                                        | Estádio                                  | Capacidade | Títulos                                               | Participações |
| --------------------------------------------- | -------------------------------------------------------- | -------------------------------- | ---------------------------------------------------------------------- | ---------------------------------------- | ---------- | ----------------------------------------------------- | ------------- |
| Club Social y Deportivo Colo-Colo             | Macul                                                    | Região Metropolitana de Santiago | Vice Campeão                                                           | Estádio Monumental David Arellano        | 47.017     | 31 (Último em 2015 Apertura)                          | 99            |
| Club Deportivo Universidad Católica           | Las Condes                                               | Região Metropolitana de Santiago | Campeão                                                                | Estádio San Carlos de Apoquindo          | 20.000     | 12 (último em 2016 Clausura)                          | 90            |
| Club Deportivo Palestino                      | La Cisterna                                              | Região Metropolitana de Santiago | Quarto Lugar                                                           | Estádio Municipal de La Cisterna         | 12.000     | 2 (1955, 1978)                                        | 77            |
| Club Universidad de Chile                     | Santiago                                                 | Região Metropolitana de Santiago | Décimo Lugar                                                           | Estádio Nacional de Chile                | 55.100     | 17 (último em 2014 Apertura)                          | 92            |
| Club Deportivo Huachipato                     | Talcahuano                                               | Região de Bío-Bío                | Nono Lugar                                                             | Estádio Las Higueras                     | -----      | 2 (1974, 2012 Clausura )                              | 57            |
| Audax Italiano La Florida                     | La Florida                                               | Região Metropolitana de Santiago | Décimo Segundo Lugar                                                   | Estádio Municipal de La Florida          | 12.000     | 4 (1936, 1946, 1948, 1957)                            | 85            |
| Unión Española                                | Independencia                                            | Região Metropolitana de Santiago | Décimo Terceiro Lugar                                                  | Estádio Santa Laura                      | 22.375     | 7 (1943, 1951, 1973, 1975, 1978, 2005 Apertura, 2013) | 97            |
| Club Deportes Cobresal                        | Localidade de El Salvador, na comuna de Diego de Almagro | Região de Atacama                | Décimo Quarto Lugar                                                    | Estádio El Cobre                         | 8.000      | 1 (2015 Clausura)                                     | 39            |
| O'Higgins Fútbol Club                         | Rancagua                                                 | Região de O'Higgins              | Terceiro Lugar                                                         | Estádio El Teniente                      | 14.550     | 1 (2013 Apertura)                                     | 60            |
| Club de Deportes Santiago Wanderers           | Valparaíso                                               | Região de Valparaíso             | Sexto Lugar                                                            | Estádio Elías Figueroa Brander           | 23.000     | 3 (1958, 1968, 2001)                                  | 70            |
| Club de Deportes Iquique                      | Iquique                                                  | Região de Tarapacá               | Oitavo Lugar                                                           | Estádio Municipal de Iquique             | -----      | 0 (não possui)                                        | 27            |
| Club de Deportes Antofagasta                  | Antofagasta                                              | Região de Antofagasta            | Sétimo Lugar                                                           | Estádio Regional de Antofagasta          | 26.339     | 0 (não possui)                                        | 35            |
| Club Deportivo Universidad de Concepción      | Concepción                                               | Região de Bío-Bío                | Quinto Lugar                                                           | Estádio Municipal de Concepción          | 35.000     | 0 (não possui)                                        | 25            |
| Club Deportivo San Luis                       | Quillota                                                 | Região de Valparaíso             | Décimo Primeiro Lugar                                                  | Estádio Municipal Lucio Fariña Fernández | 7.500      | 0 (não possui)                                        | 20            |
| Corporación Deportiva Everton de Viña del Mar | Viña del Mar                                             | Província de Valparaíso          | Acesso pelo Campeonato Chileno de Futebol de 2015-16 - Segunda Divisão | Estádio Sausalito                        | 25.000     | 4 (1950, 1952, 1976, 2008 Apertura)                   | 68            |
| Club de Deportes Temuco                       | Temuco                                                   | Região de Araucanía              | Acesso pelo Campeonato Chileno de Futebol de 2015-16 - Segunda Divisão | Estádio Municipal Germán Becker          | 20.930     | 0 (não possui)                                        | 35            |

## Campeão
| Campeão Chileno 2016 - Apertura                                       |
| --------------------------------------------------------------------- |
| Club Deportivo Universidad Católica (Las Condes) (12º título) Campeão |